# Minnanspråkiga Wikipedia
Minnanspråkiga Wikipedia är den minnanskspråkiga versionen av Wikipedia. Den startades i juli 2003. Den minnanspråkiga Wikipedian var i januari 2022 den 31:a största utgåvan av Wikipedior, räknat efter antal artiklar. Den har för närvarande 433 630 artiklar.